# Кочо Кукулич
Костадин (Кочо, Коста) Кукулич или Куколич е български хайдутин от влашки произход от втората половина на XIX век.

## Биография
Кочо Кукулич е роден във валовищкото влашко село Рамна, тогава в Османската империя. През 1878 година става войвода и обикаля с четата си главно из Беласица. През същата година в схватка с турци, убива известния турски насилник Хаджи Белял. През август 1879 година Кукулич с чета от 100 души разбива групата на арнаутина Абас - валовищки кърсердарин, предвождащ 40 души арнаути. Абас ограбва селата Савек, Спатово и Герман и обсажда Рамна и Хаджи бейлик. След тежко сражение, без нито една жертва, Кукулич разбива групата на кърсердарина. 30 арнаути падат по време на сражението, а останалите са заловени живи. Абас едва се спасява с бягство.
Към 1880 година се установява Дупница, България, където живее със семейството си в бежанската Бешик махала. През пролетта на 1883 година напада сярското село Мъклен. При завързалото се сражение войводата е ранен и скоро след това умира.